# Plymouth (Illinois)
Plymouth és una població dels Estats Units a l'estat d'Illinois. Segons el cens del 2000 tenia 562 habitants.

## Demografia
Segons el cens del 2000, Plymouth tenia 562 habitants, 234 habitatges, i 146 famílies. La densitat de població era de 367,8 habitants/km².
Dels 234 habitatges en un 31,2% hi vivien nens de menys de 18 anys, en un 51,3% hi vivien parelles casades, en un 9% dones solteres, i en un 37,6% no eren unitats familiars. En el 32,5% dels habitatges hi vivien persones soles el 17,9% de les quals corresponia a persones de 65 anys o més que vivien soles. El nombre mitjà de persones vivint en cada habitatge era de 2,4 i el nombre mitjà de persones que vivien en cada família era de 3.
Per edats la població es repartia de la següent manera: un 28,5% tenia menys de 18 anys, un 8,2% entre 18 i 24, un 26,2% entre 25 i 44, un 19,6% de 45 a 60 i un 17,6% 65 anys o més.
L'edat mediana era de 36 anys. Per cada 100 dones de 18 o més anys hi havia 87 homes.
La renda mediana per habitatge era de 24.500 $ i la renda mediana per família de 30.139 $. Els homes tenien una renda mediana de 24.479 $ mentre que les dones 22.083 $. La renda per capita de la població era de 12.150 $. Aproximadament el 16,8% de les famílies i el 18,8% de la població estaven per davall del llindar de pobresa.

## Poblacions més properes
El següent diagrama mostra les poblacions més properes.